# (20264) Chauhan
(20264) Chauhan (1998 FV20) – planetoida z grupy pasa głównego asteroid okrążająca Słońce w ciągu 3,78 lat w średniej odległości 2,42 j.a. Odkryta 20 marca 1998 roku.